# 임진각국민관광지

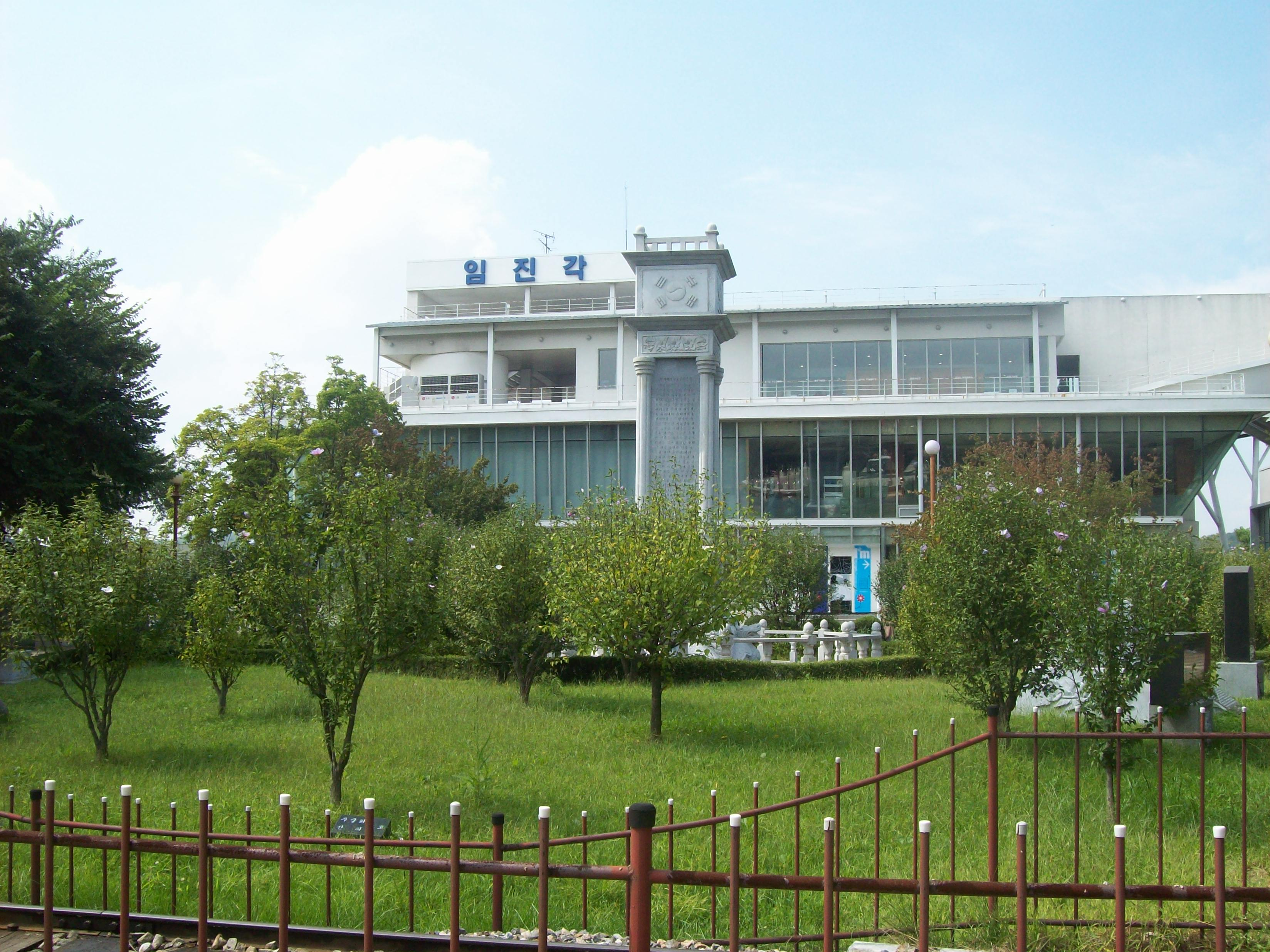
임진각

임진각국민관광지(臨津閣國民觀光地)는 경기도 파주시에 소재한 관광지이다. 임진각 본관뿐만 아니라 평화누리공원, 평화의 종, 망배단 등의 소재지 일대를 통칭하고 있다.

## 주요 행사
매년 망배단에서 실향민들이 설날과 추석 때 모여 합동으로 제사를 지내고 있으며, 2~3월 중에는 '임진강 민속축제'가 개최되고 있다. 이 외에도 매년 '파주 장단콩 축제' 등이 개최되었으며, 한시적으로 '2006 세계평화축전', 'MBC 가요대제전' 등의 행사도 개최되었다. 매년 이곳에서 타종행사가 열린다.

## 주변 시설물

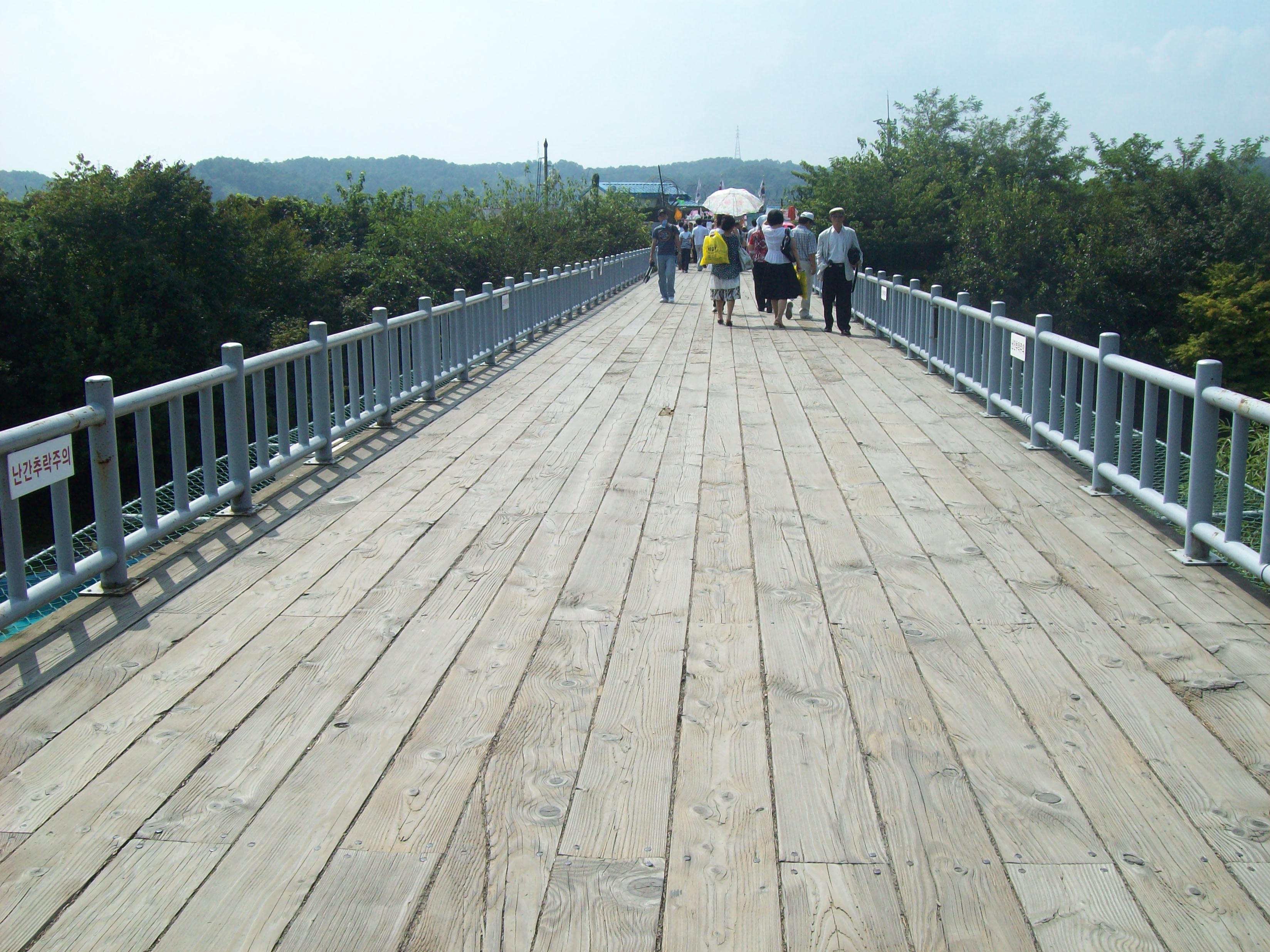
자유의 다리
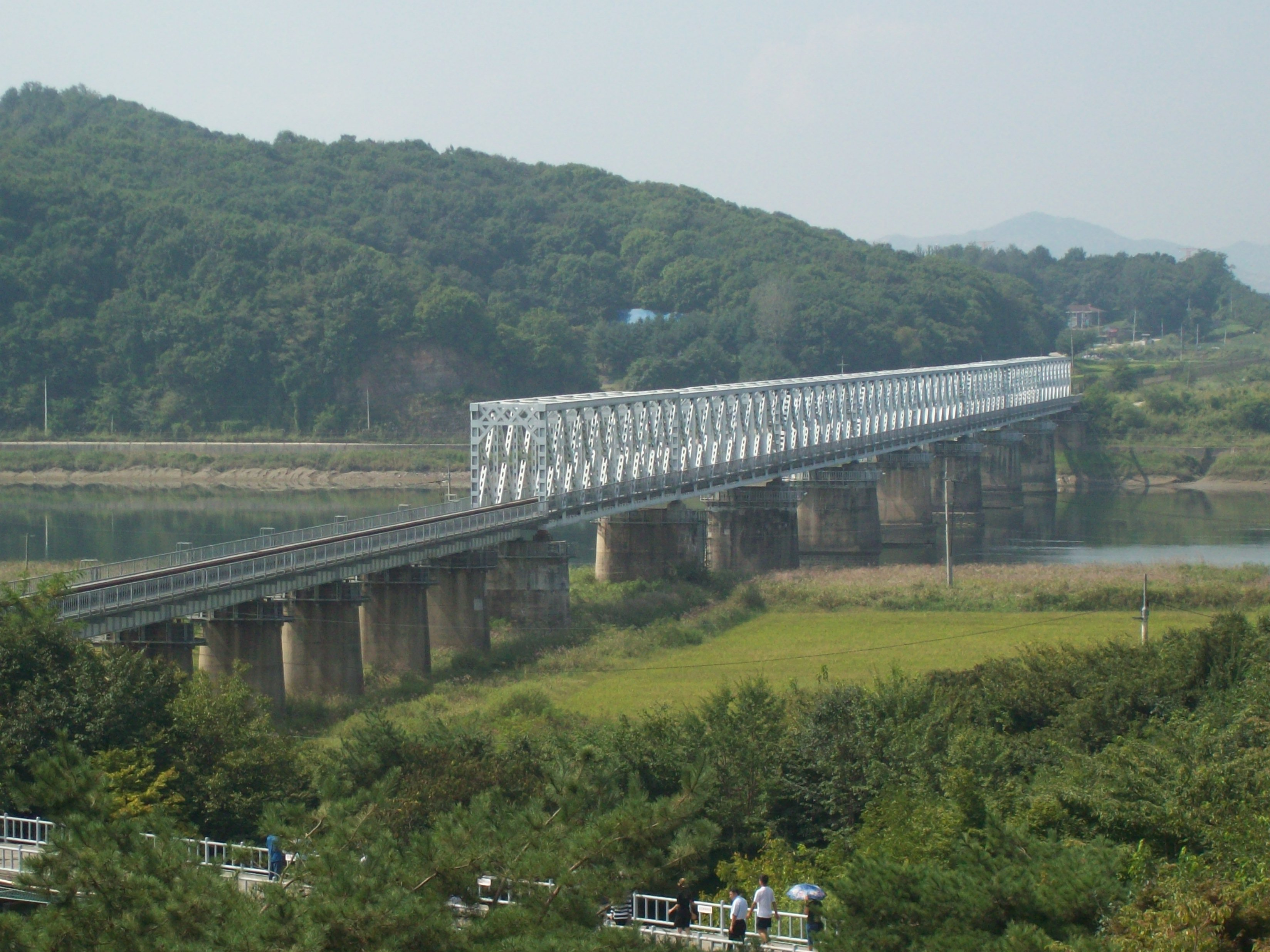
임진강철교
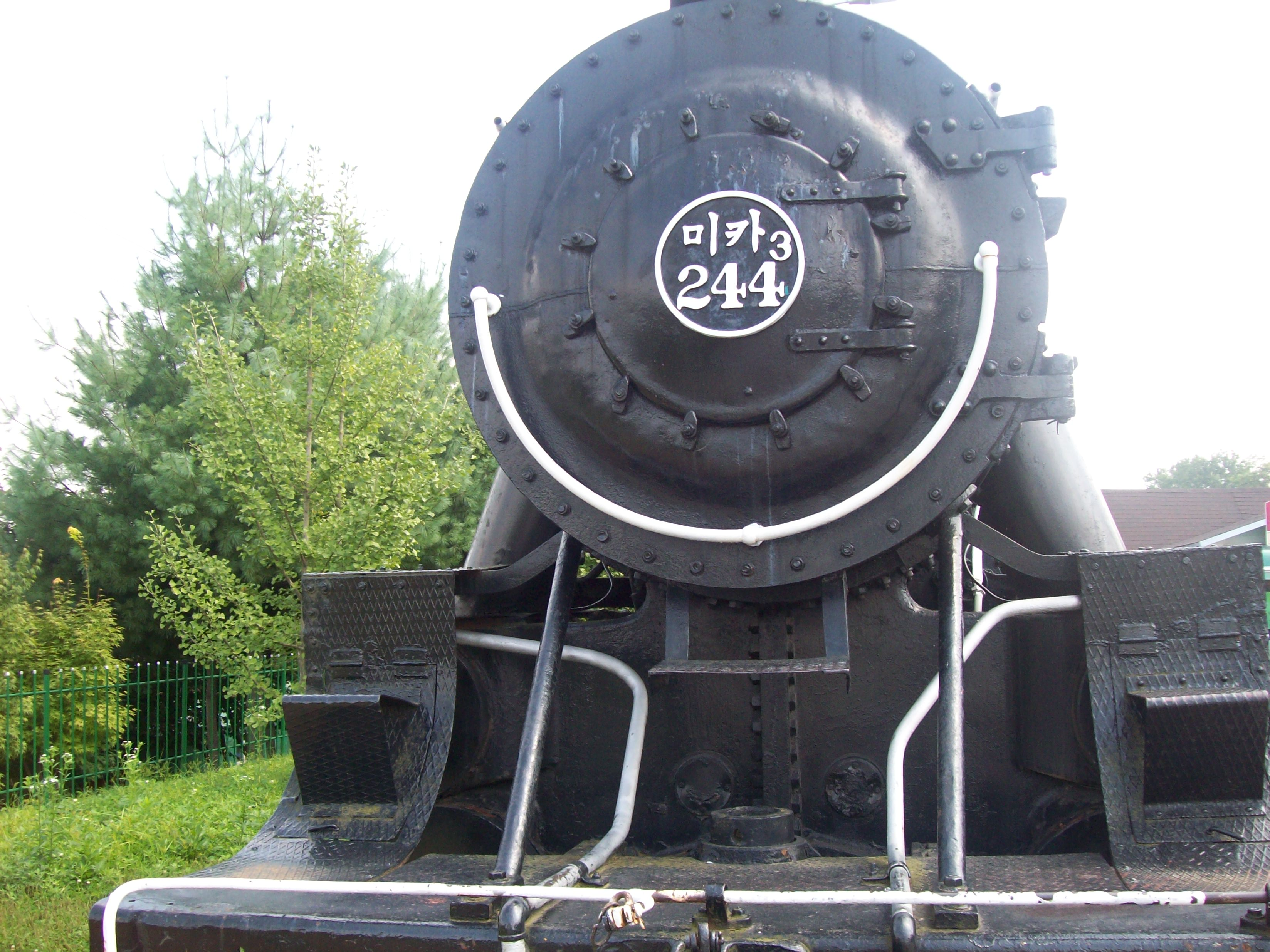
철도중단점에 전시된 미카 증기기관차
임진각에 전시된 여러 조각들
임진각 근처에 위치한 경기평화센터
아웅 산 묘소 참사 희생자 위령탑
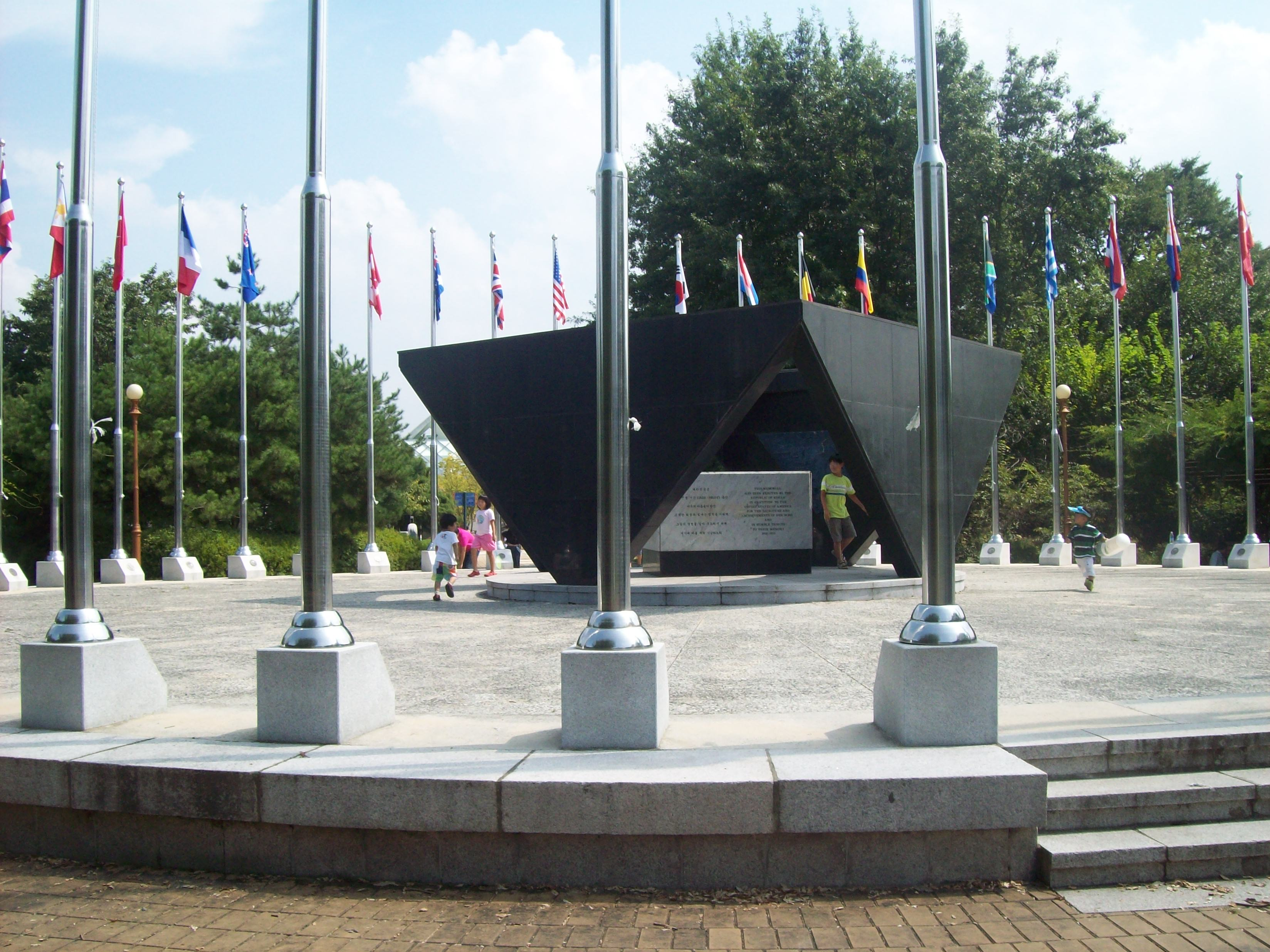
한국전쟁 참전기념비
임진강역 근처 마정교 밑에 위치한 낚시터
한반도 모양으로 조성된 통일연못
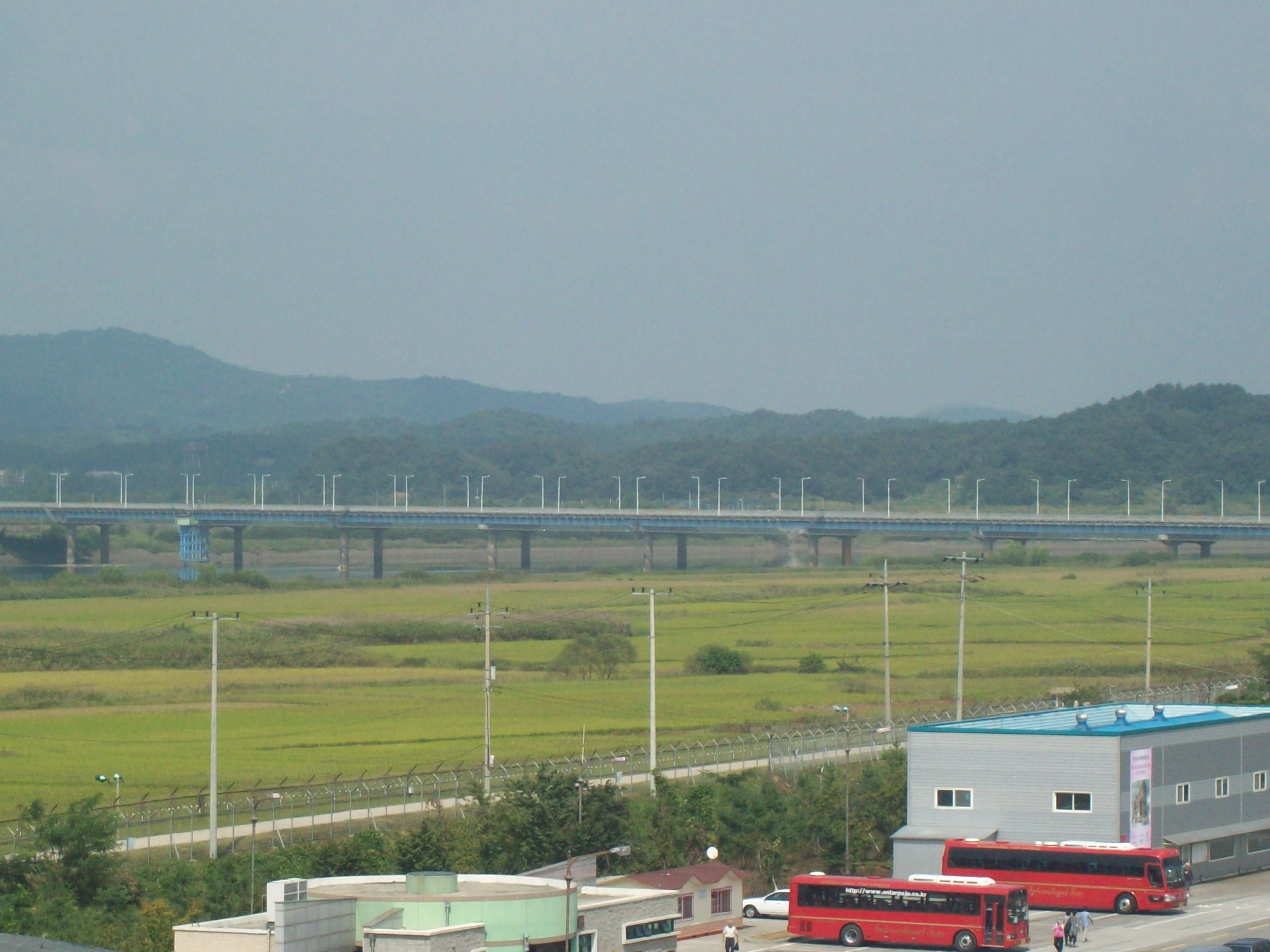
통일대교
관광지 내에 위치한 놀이공원 평화랜드
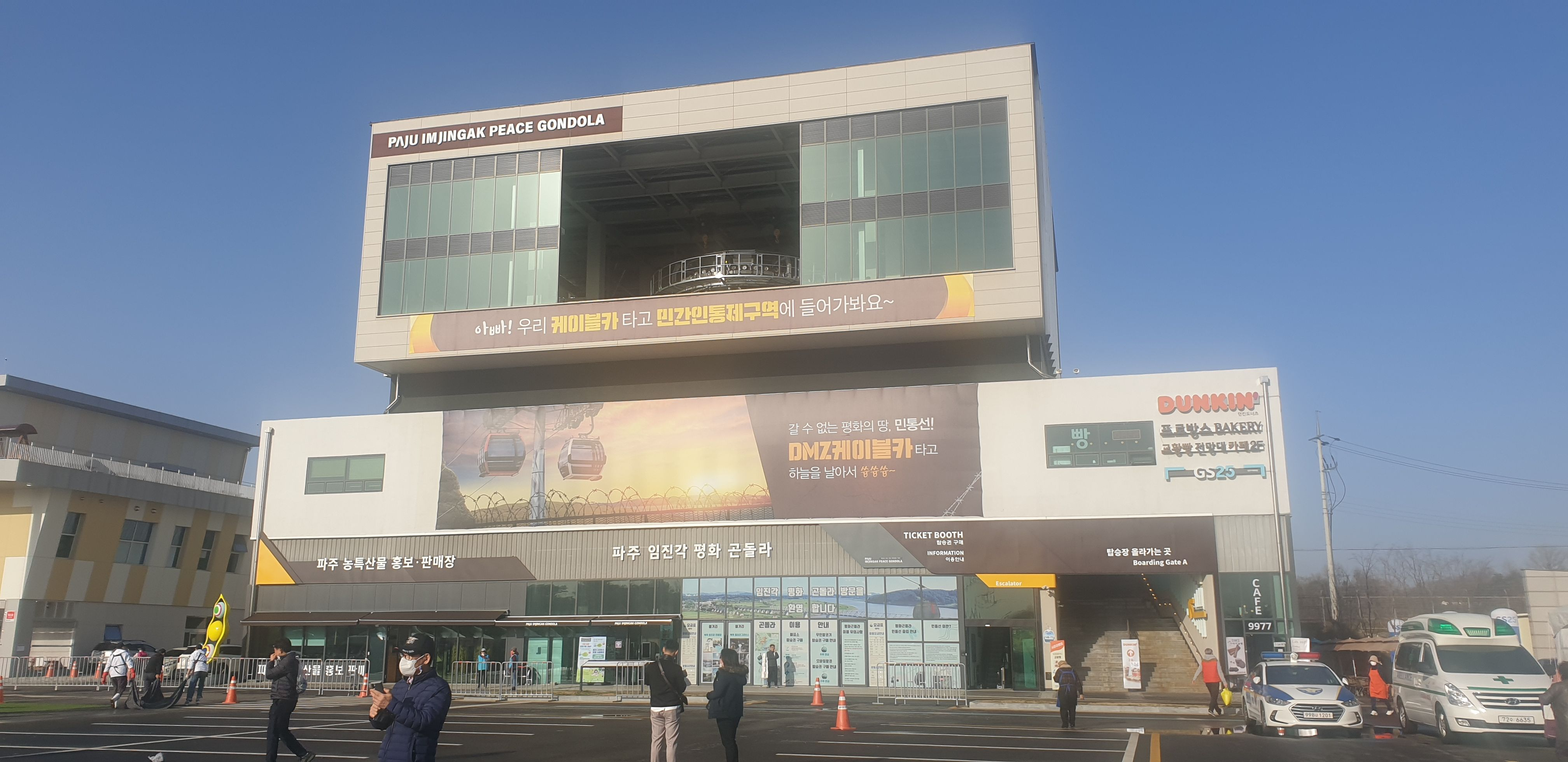
임진각 곤돌라 건물
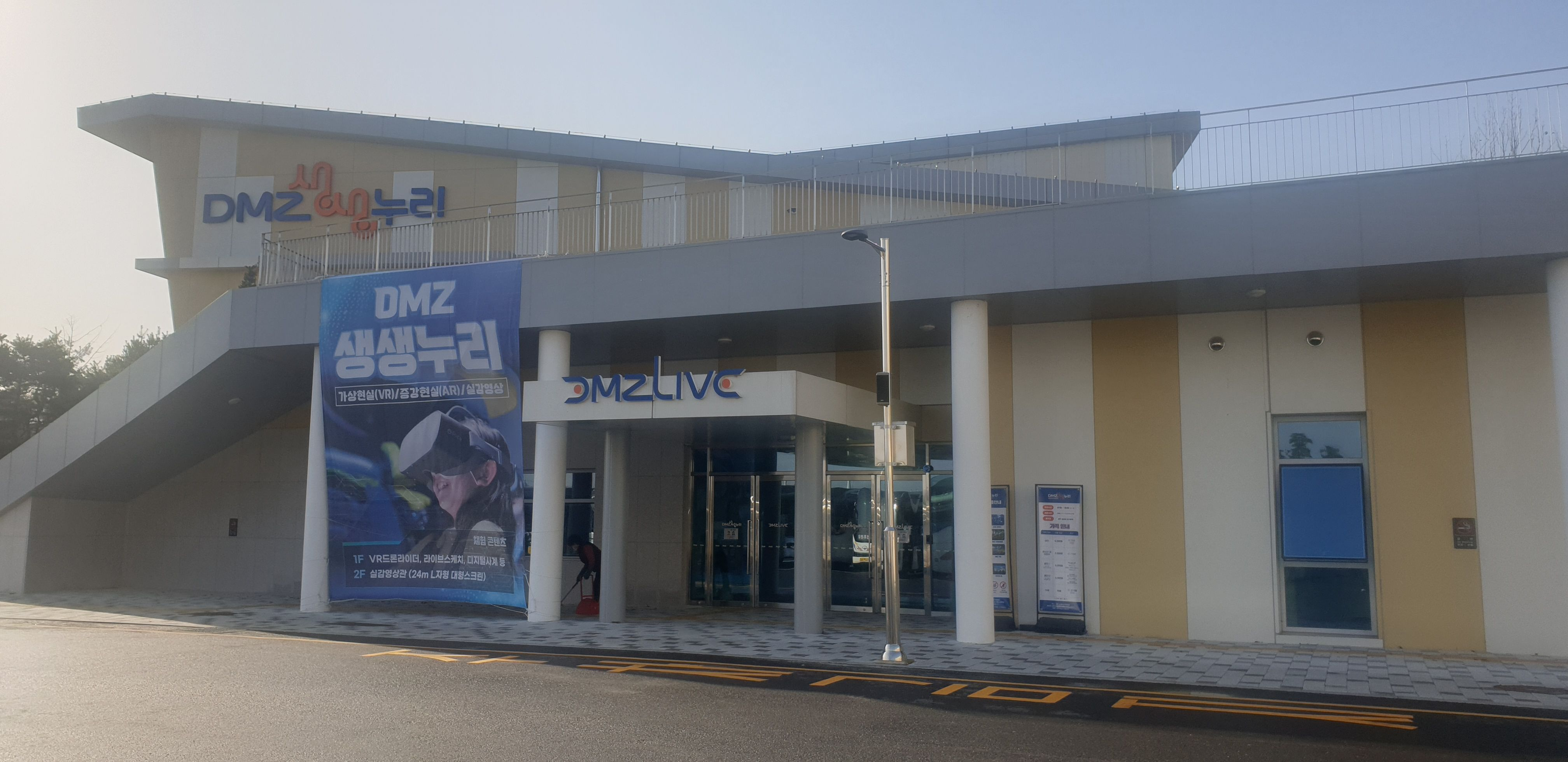
DMZ생생누리
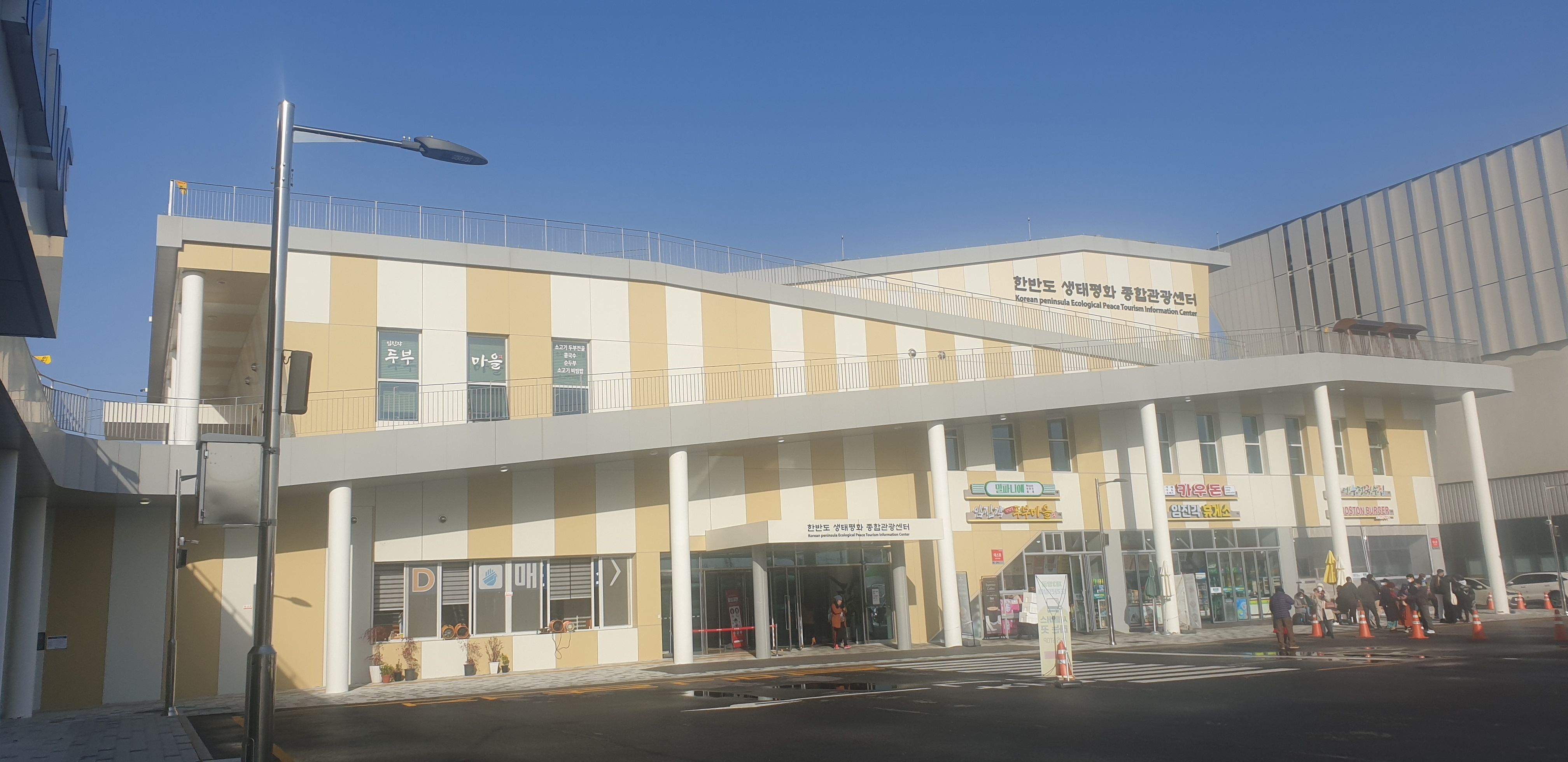
임진각 관광센터
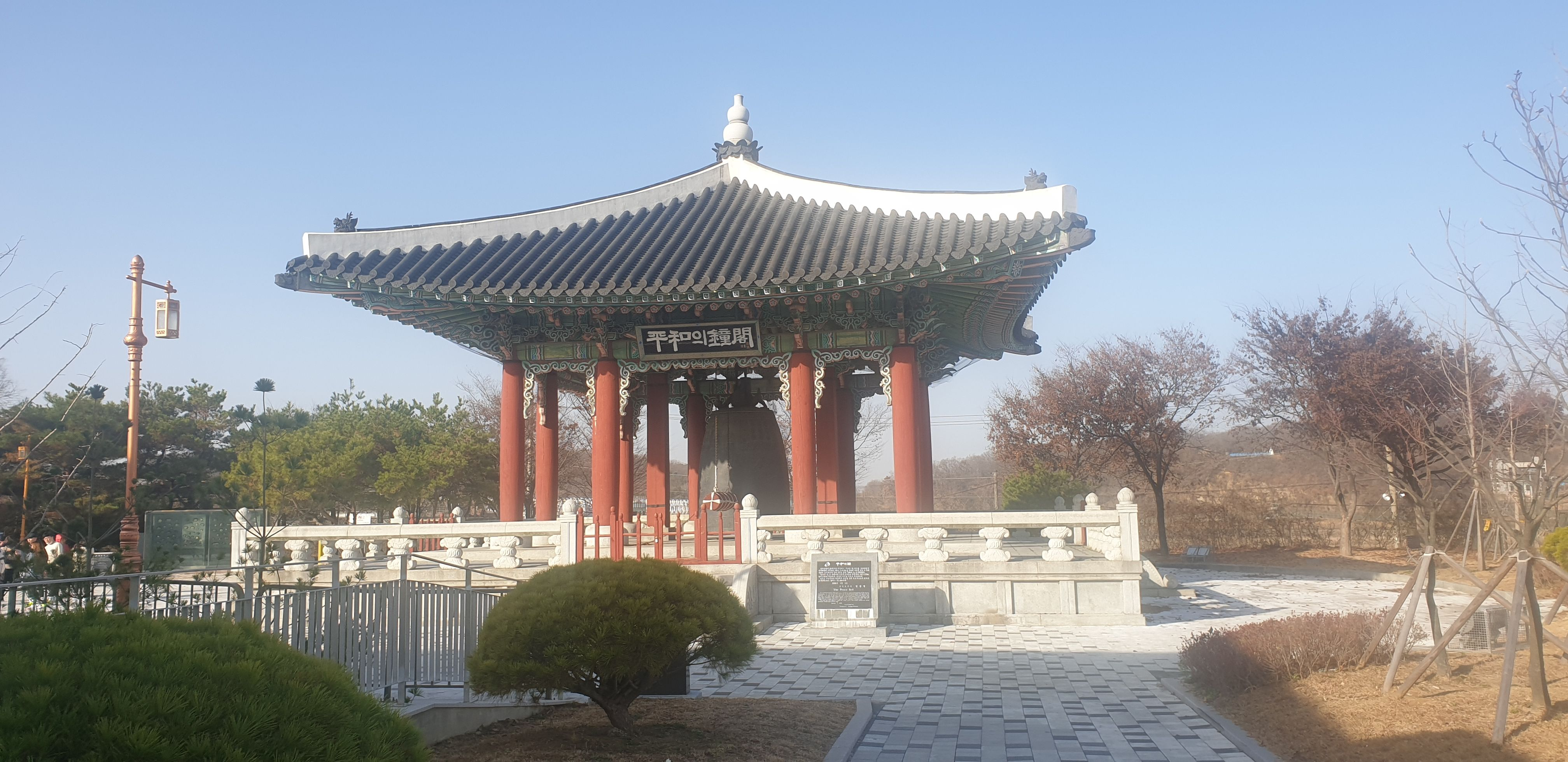
평화의 종
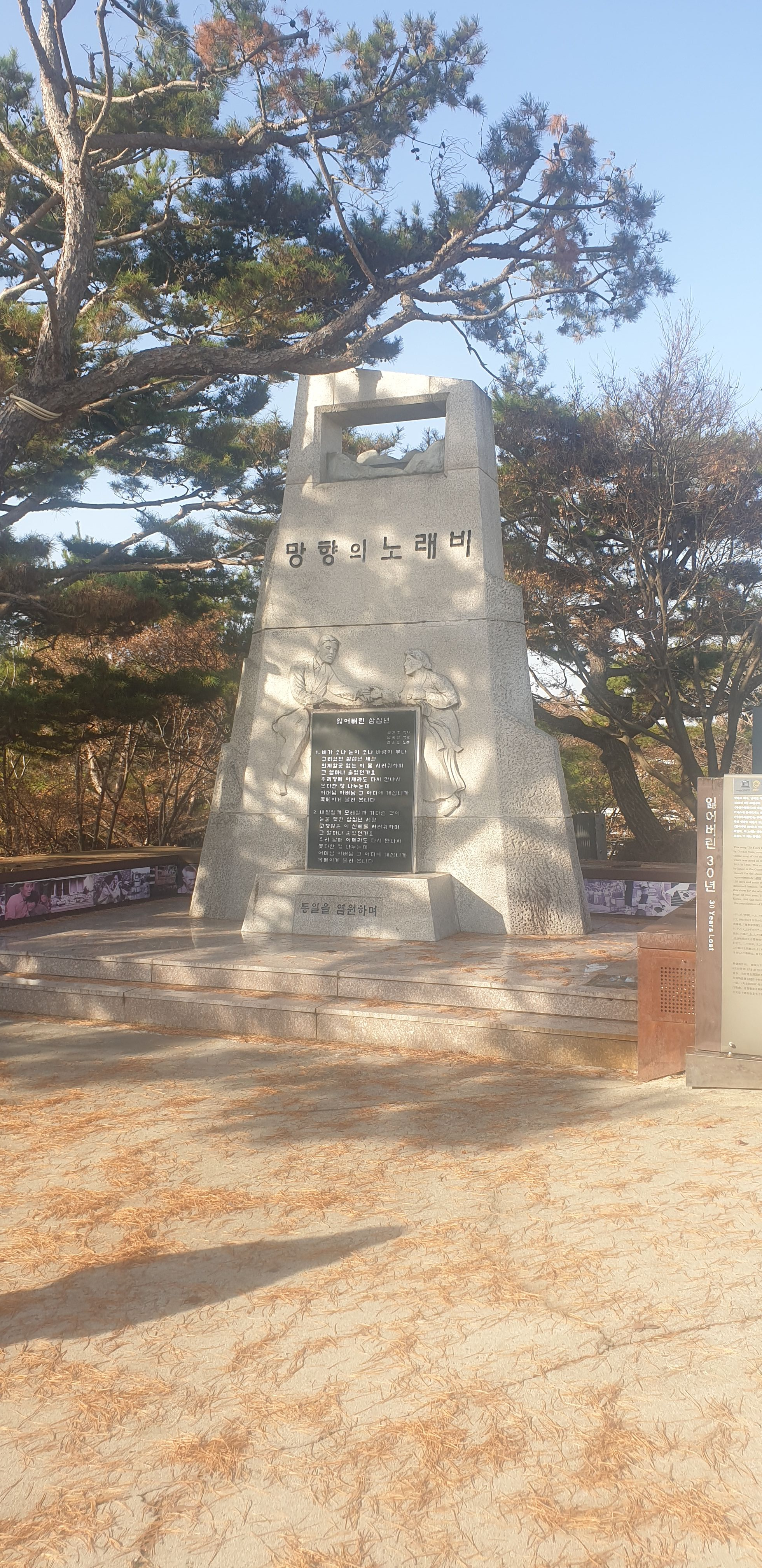
망향의 노래비
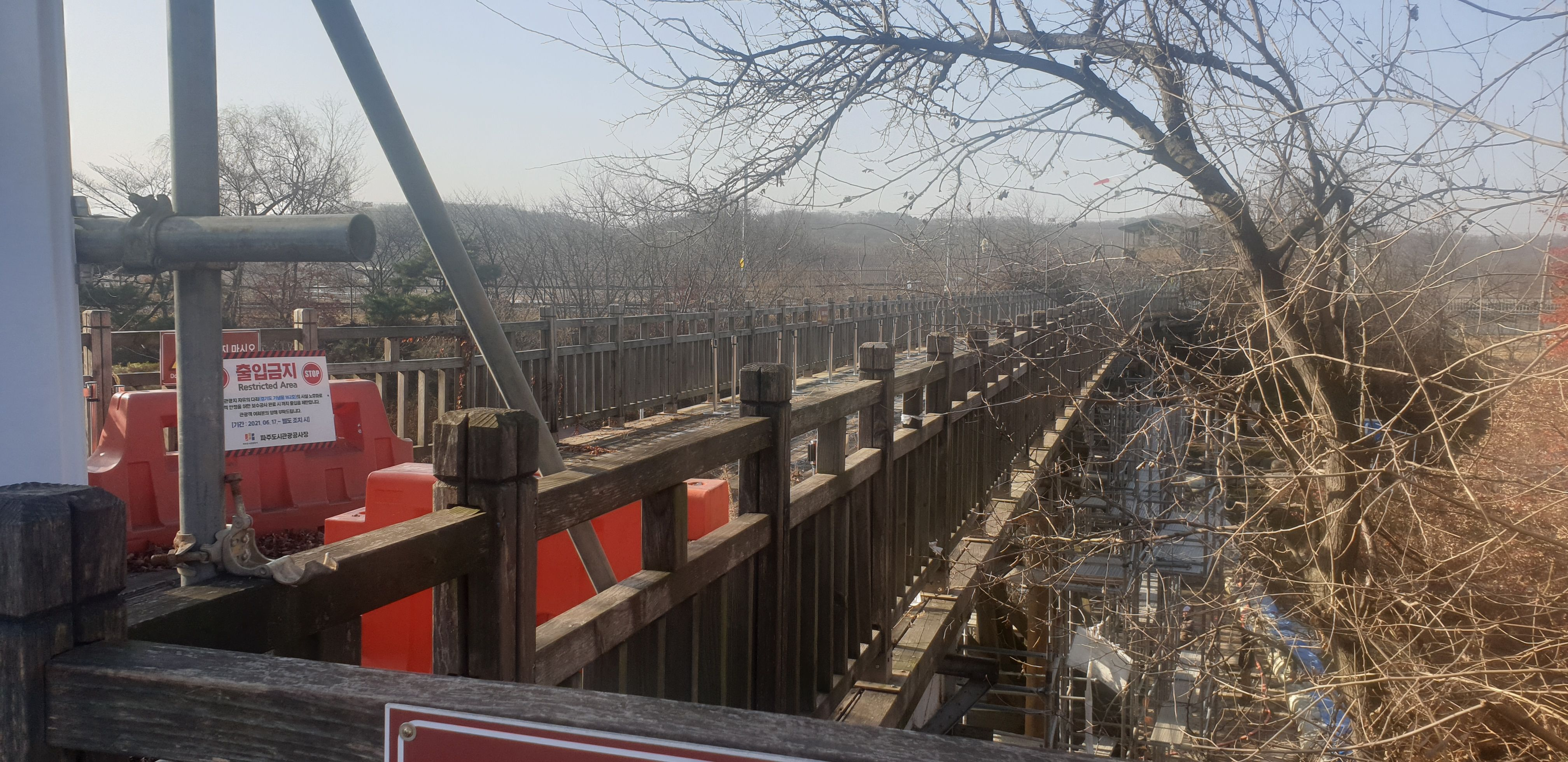
자유의 다리
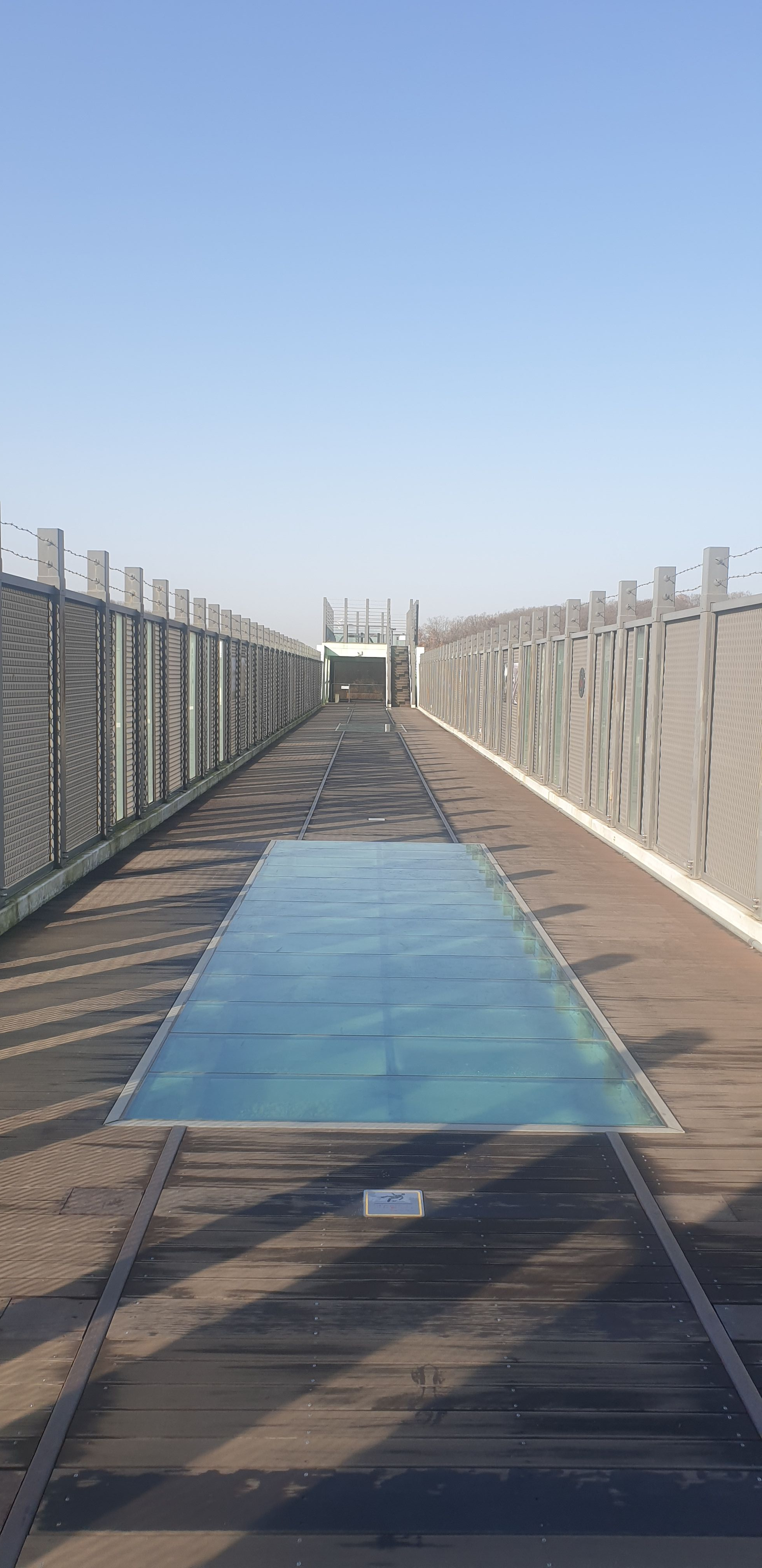
독개다리로 정면을 제외한 곳은 촬영을 할수 없다.
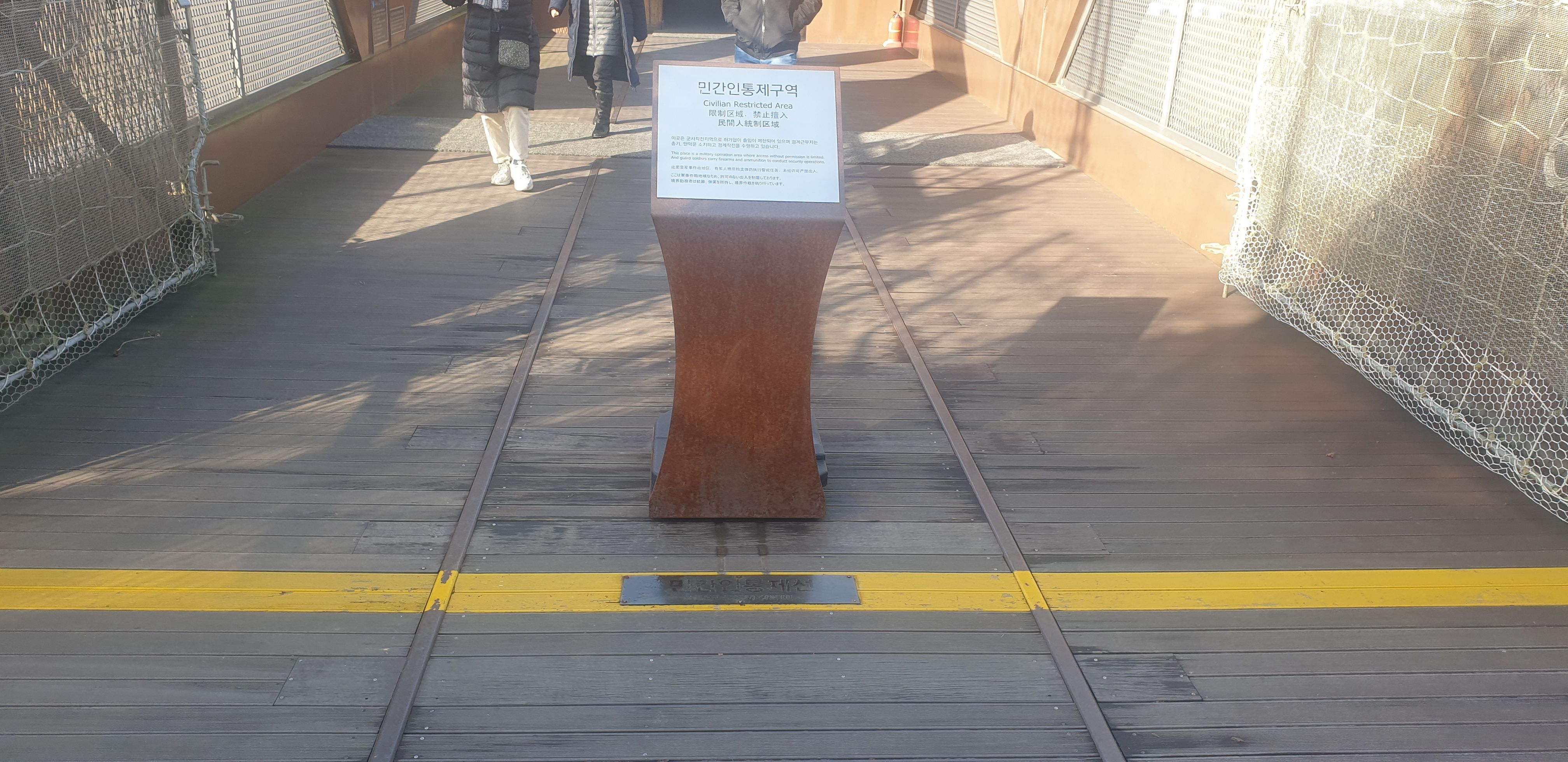
독개다리는 허가없이 민통선을 넘어갈수 있는 유일한곳이다.
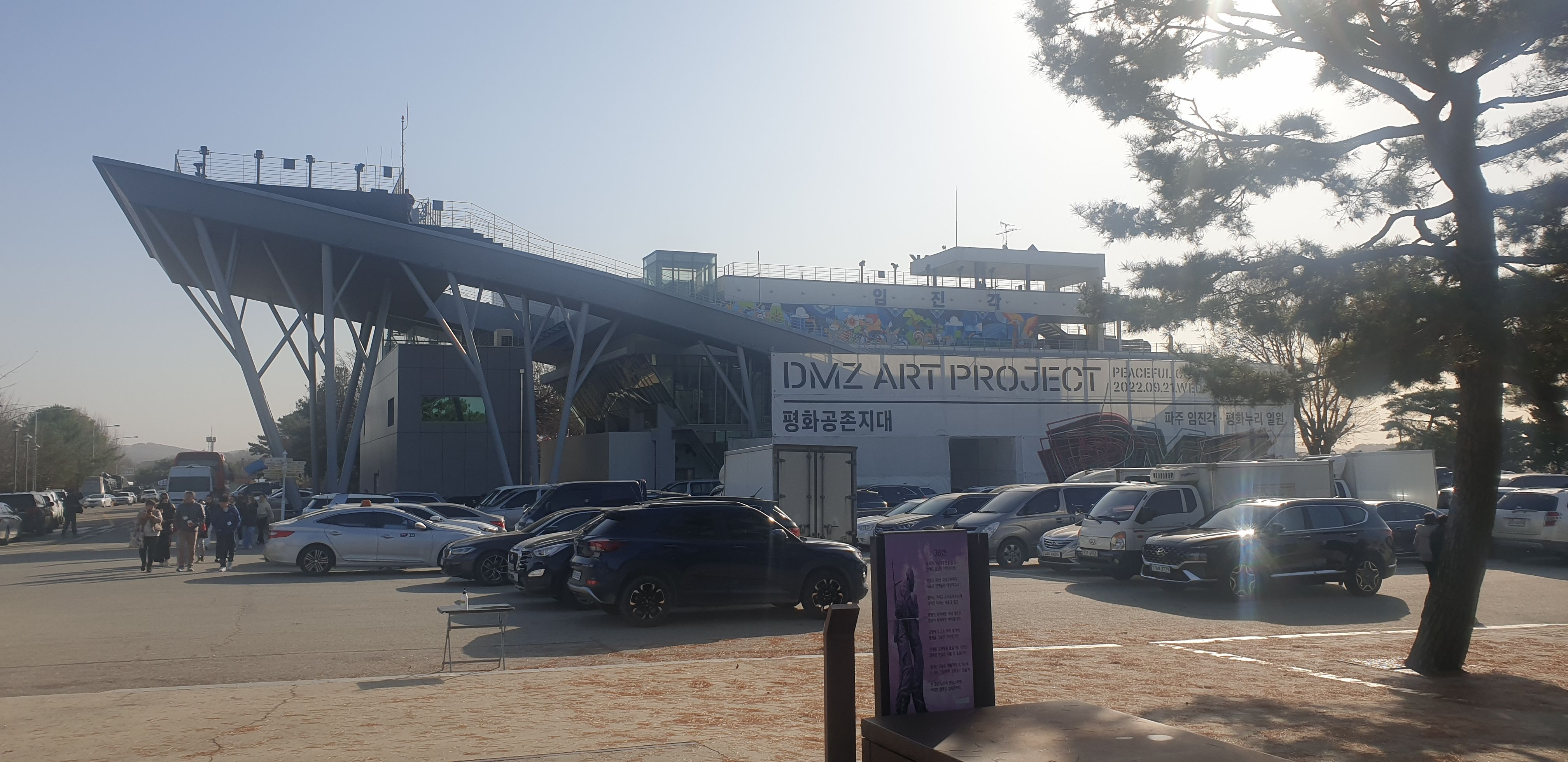
전망대
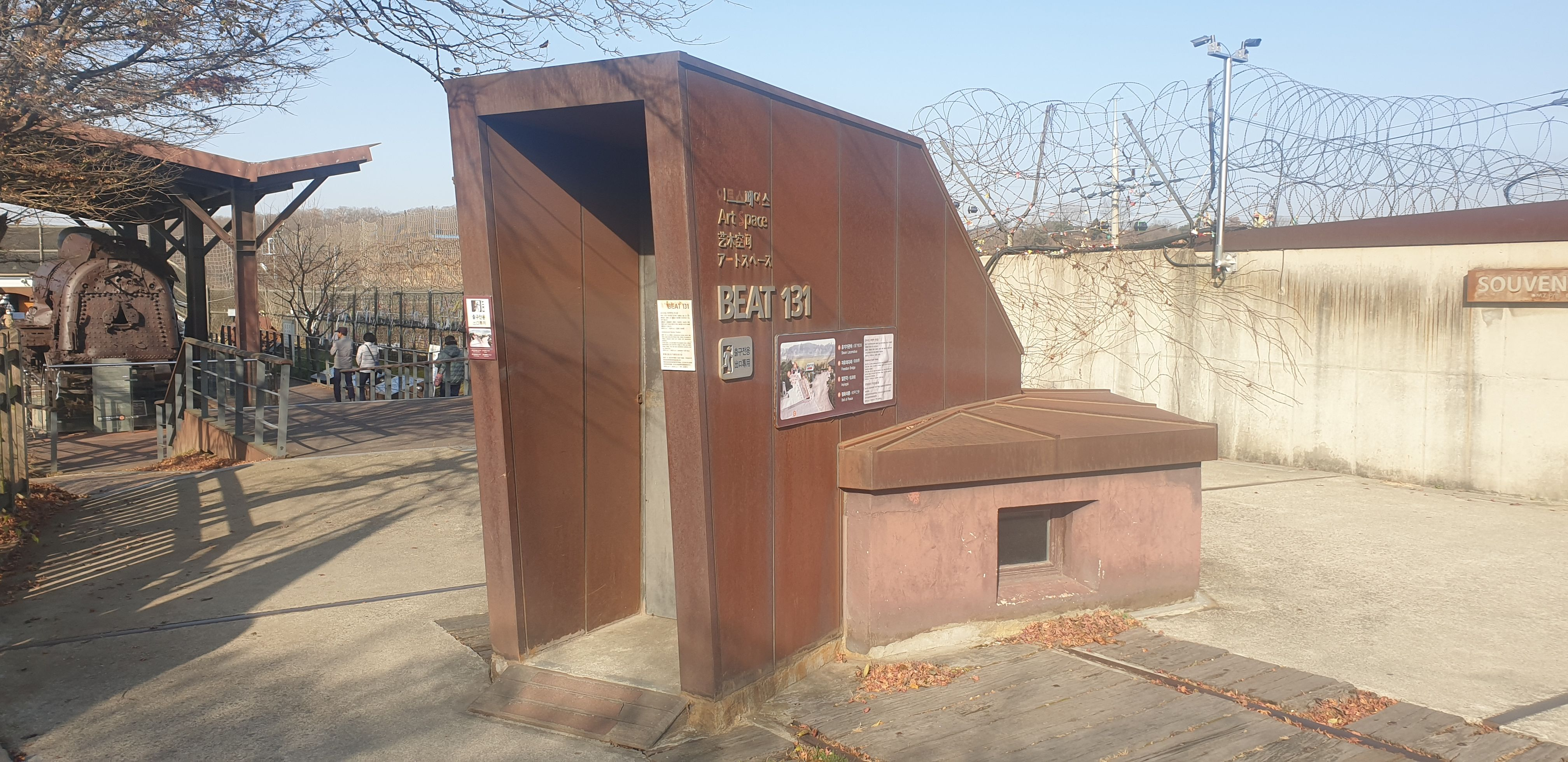
BEAT 131 출구이다.
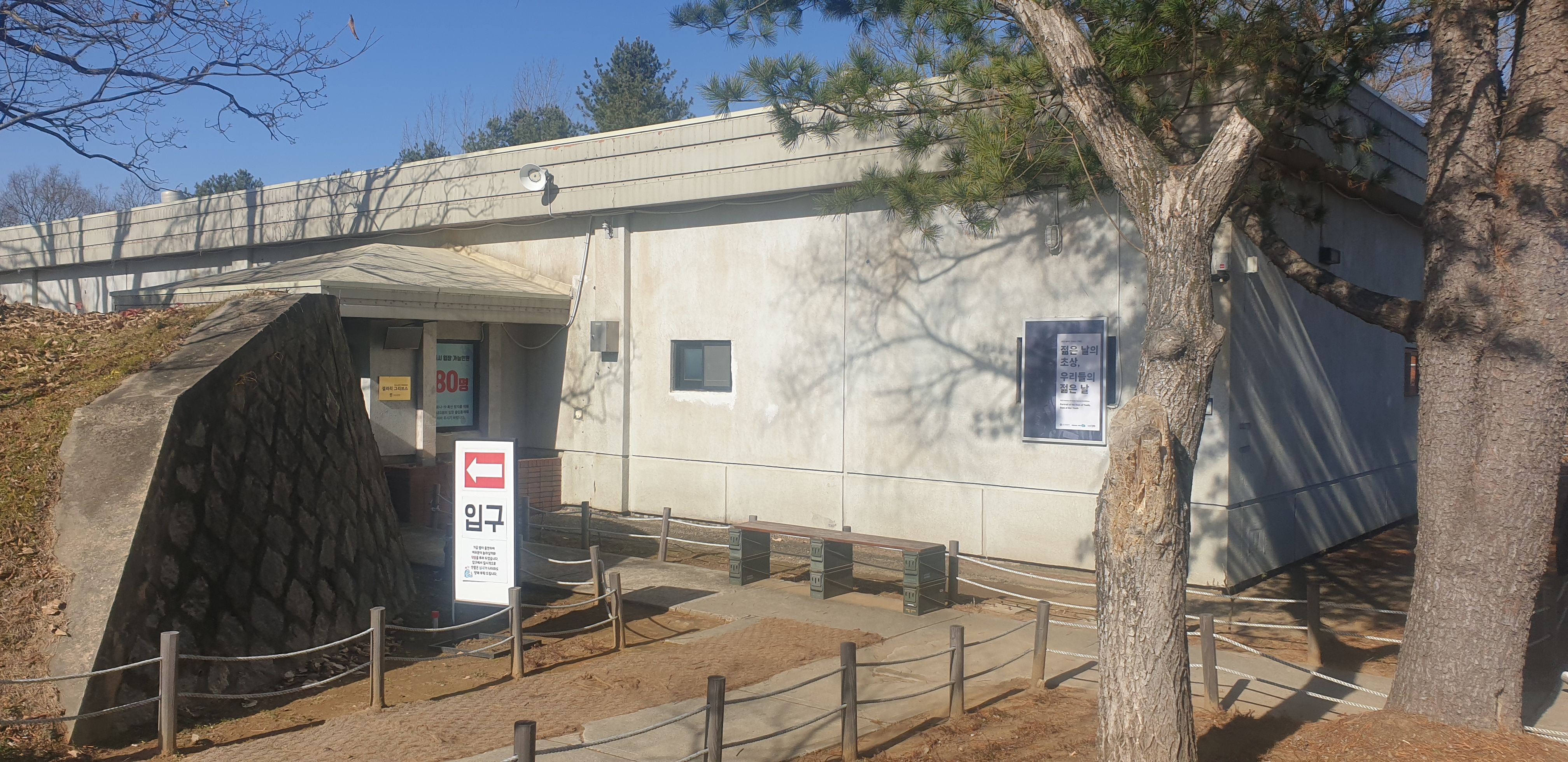
갤러리그리브스
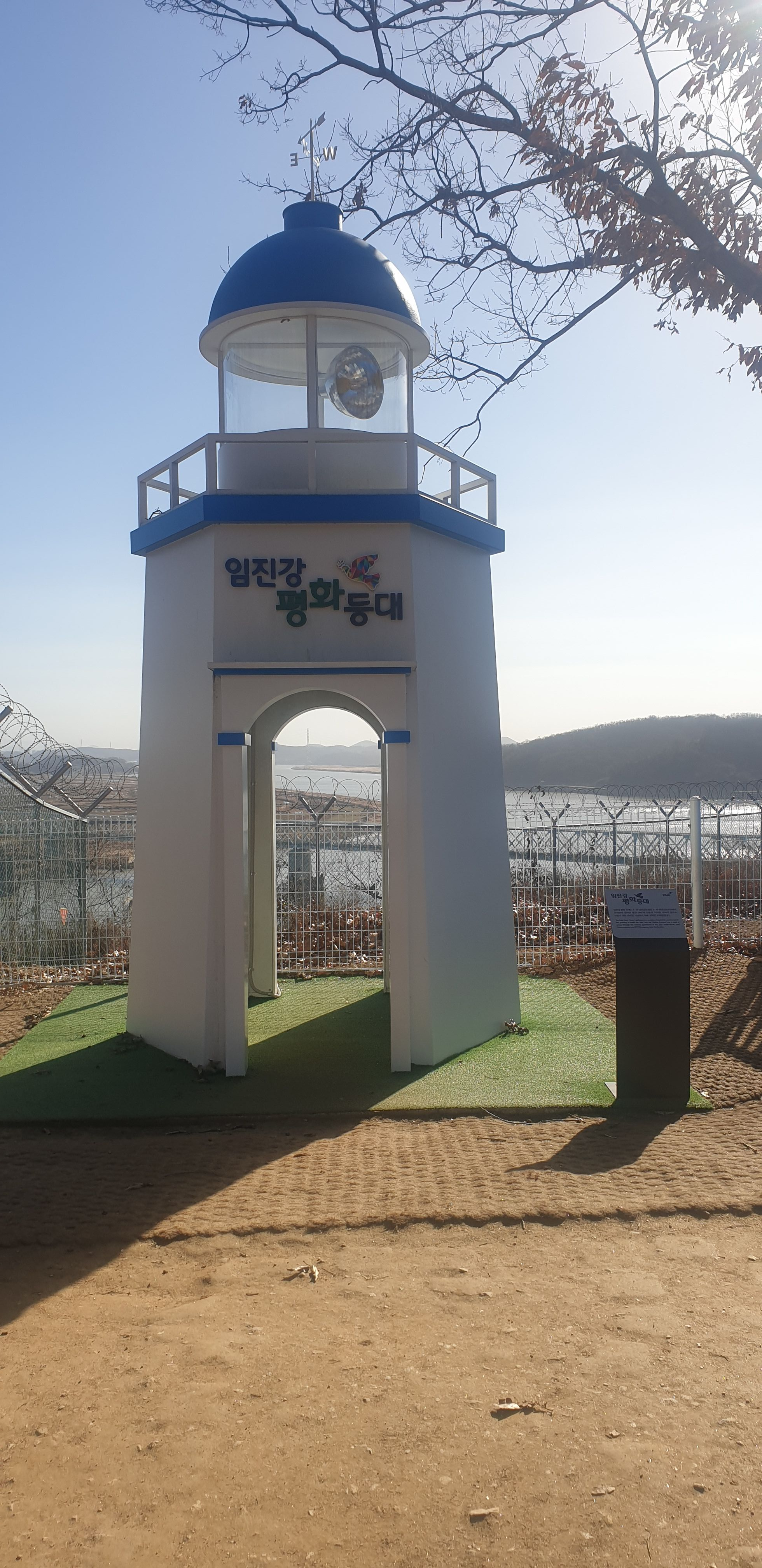
평화등대
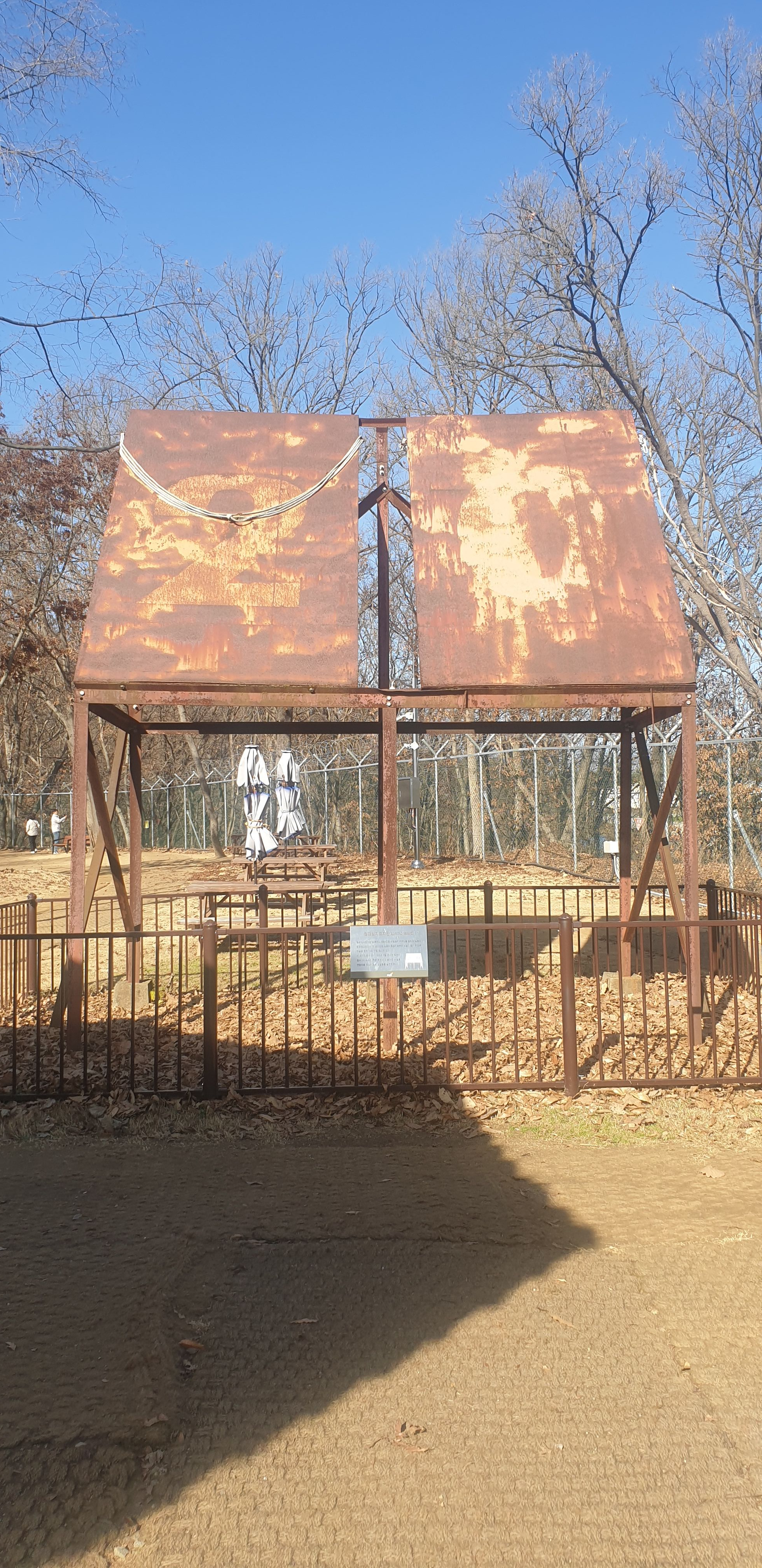
월경방지표지판
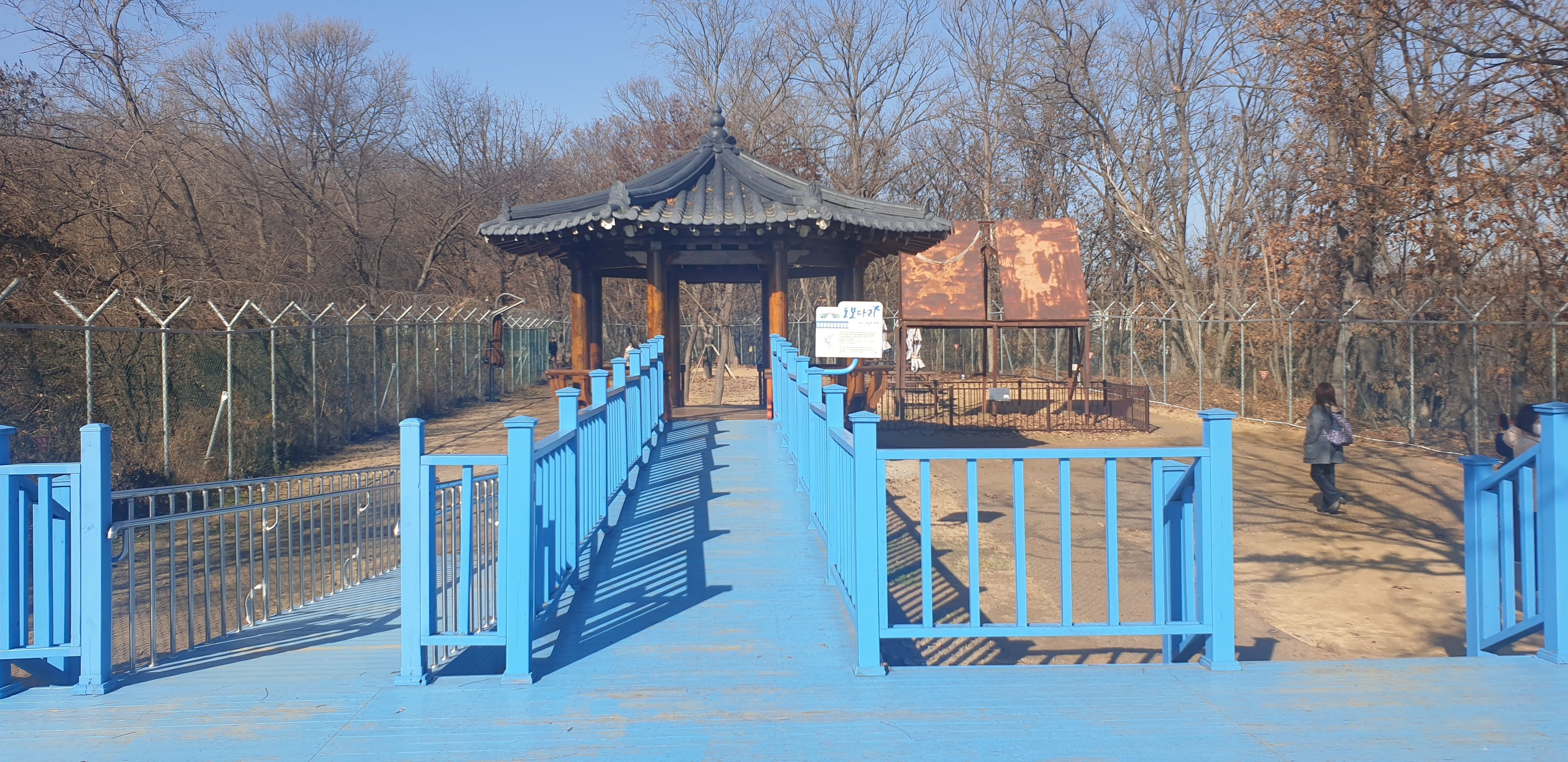
판문점에 있는 도보다리를 재현한 것이다.
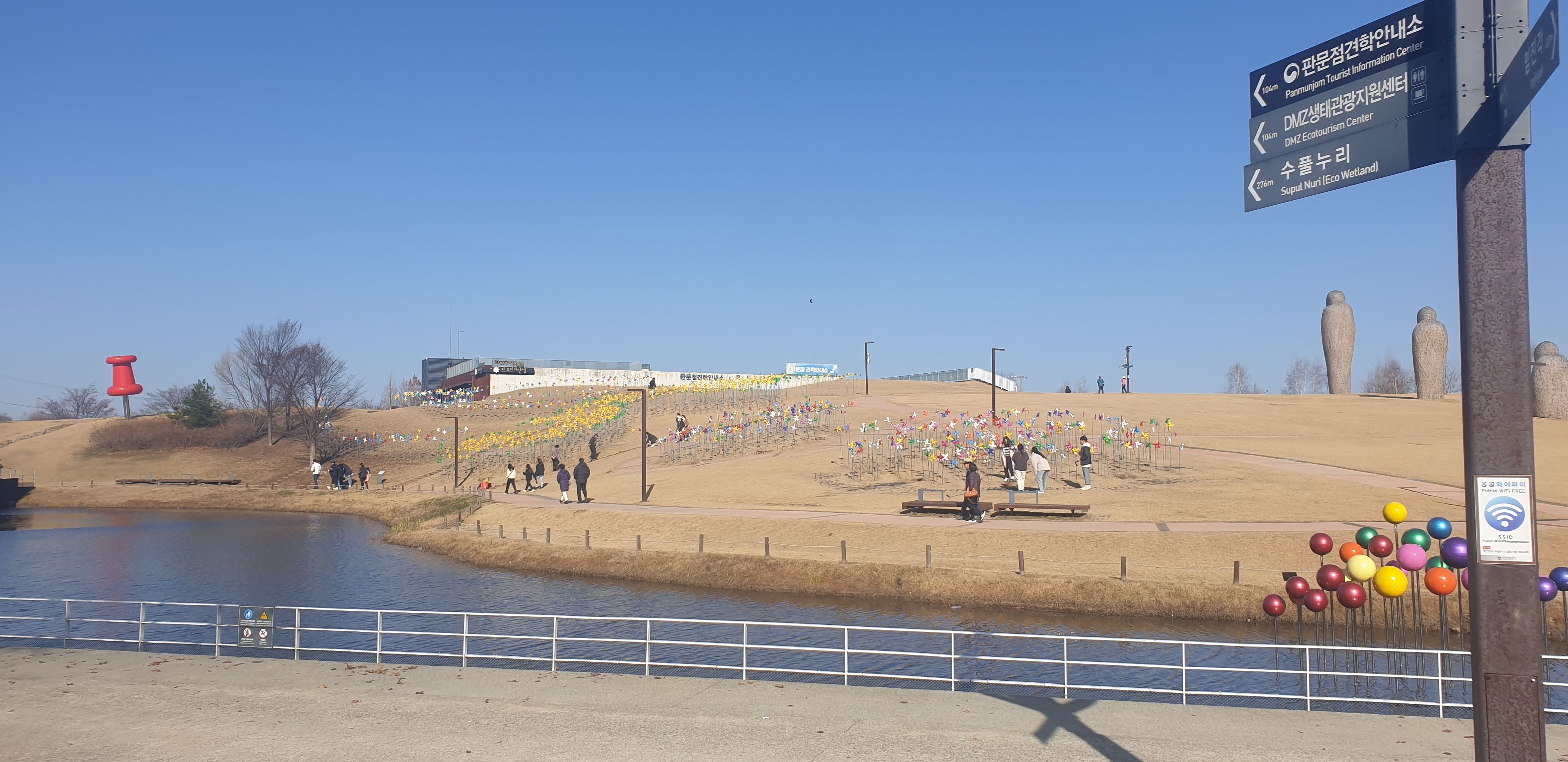

### 그 밖의 명소
- 망배단
- 망향의 노래비
- 내일의 기적소리
- BEAT 131(지하벙커전시관) 전시관
- 장단역 기차
- 평화누리
  - 생명촛불 파빌리온
  - 바람의 언덕(바람개비동산)
  - 카페 안녕
  - 통일기원 돌무지
  - 평화의 언덕
  - 생명길
  - 음악의 언덕
- 장단역 증기기관차
- 구 임진강철교 교각
- 평화의 종
- 미니기차 평화열차
- 임진각휴게소
- 임진강역 내 DMZ 안보관광 신청소
- 장단콩 전시관 → 임진각 평화곤돌라